# Não darás falso testemunho contra o teu próximo

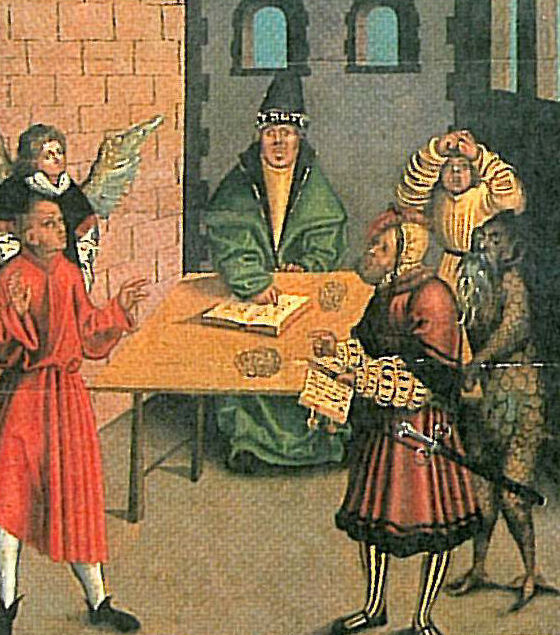
Não darás falso testemunho contra o teu próximo,
Lucas Cranach, o Velho

"Não darás falso testemunho contra o teu próximo'" (Bíblia King James (BKJ)), também outras formas (BJ, WEB), (hebraico אתה לא תישא עדות שקר נגד השכן שלך, transliteração neolatina Vëreakha taaneh lo s shåqer: ed = "Não darás falso testemunho contra o teu próximo"), é o "Nono Mandamento da Lei de Javé Deus", na ordem original talmúdica, como ela foi dada a Moisés no Monte Sinai, em duas ocasiões (a primeira, relatada em Êxodo 20: 1–17, e a segunda, em Deuteronômio 5: 4–21), que estabelece a natureza exclusiva da relação entre a nação de Israel e Javé, O Deus de Israel, que Ele iniciou, após libertar os israelitas da escravidão por meio da sobrevinda das pragas ao Egito e, assim, pois, do Êxodo, dando, pois, seguimento a "Os Dez Mandamentos", que são amplamente acolhidos como imperativos espirituais e morais por biblistas, estudiosos, historiadores e teólogos, tanto cristãos como judeus, e que se consideram, em vasta maioria, como aplicáveis ao povo de Javé Deus também na "Era da Graça", colimados por Jesus Cristo nos Dois Mandamentos do Amor, que são Um Só.
Esse Nono Mandamento Talmúdico da Lei Mosaica, guarda, assim, íntima conexão com o Primeiro Mandamento (ao ofender a dignidade do próximo, e pois, de Javé Deus, de Quem o próximo é perfeita imagem e semelhança, desconhecendo-o), com o Segundo Mandamento (por, pela ofensa ao próximo, "desviar de sua [do próximo] verdadeira natureza e atributos e qualidades), com o Terceiro Mandamento (por, mediante o falso testemunho, "tomar o nome do próximo irreverentemente", logo, em vão)... enfim, guarda conexão de descumprimento com todo o Decálogo.
A declaração-oração "Shemá Israel" e o conjunto de bênçãos e maldições decorrentes revelam a intenção do mandamento de incluir o amor sincero a'O Único e Verdadeiro Deus, e não apenas meramente o reconhecimento ou observância exteriores. Nos Evangelhos, Jesus Cristo cita o "Shemá Israel" como O Maior Mandamento, e os apóstolos, depois d'Ele, pregaram que aqueles que seguem a Jesus Cristo devem abandonar os ídolos. O Catecismo católico e também os teólogos da Reforma e pós-Reforma têm ensinado que o mandamento aplica-se aos tempos modernos e proíbe a adoração tanto de "adultério humano" (nível carnal), como de "adultério espiritual" de qualquer outra forma (astrólogos, magos etc.), como o foco posto em prioridades temporais, como desejos (comida, prazer físico), trabalho e dinheiro, por exemplo. O Catecismo católico elogia aqueles que se recusam até mesmo simular tal adoração num contexto cultural, uma vez que "o dever de oferecer adoração autêntica a Deus deve ser a preocupação do homem, como indivíduo e como ser social".
Hoje, a maioria das culturas manter uma distinção entre deitado em geral (que não é recomendado na maioria, mas não todas, as circunstâncias) versus perjúrio (que sempre é ilegal sob a lei penal e passível de punição). Da mesma forma, historicamente, na tradição Judaica, foi feita uma distinção entre deitado em geral e prestar falso testemunho (perjúrio) especificamente. Por um lado, prestar falso testemunho (perjúrio) sempre foi proibido de acordo com Os Mandamentos do Decálogo contra a prestar falso testemunho, mas, por outro lado, deitado, em geral, reconheceu-se ser, em determinadas circunstâncias "admissível ou até mesmo louvável", quando era uma mentira, e isso foi feito enquanto não sob juramento, e não era "prejudicial a alguém".
O livro do Êxodo descreve os Dez Mandamentos como sendo falado por Deus, inscrita em duas tábuas de pedra pelo dedo de Deus, quebradas por Moisés e reescritas em substituições de pedras pelo Senhor.  O Nono Mandamento é convalidado no Livro de Provérbios 6:16-19:

"(16) Há seis atitudes que O SENHOR Javé DEUS, O ETERNO odeia, sete atitudes que Ele abomina: (17) olhos arrogantes, língua mentirosa, mãos que derramam sangue inocente, (18) coração que maquina planos perversos, pés que se apressam para fazer o mal, (19) A TESTEMUNHA FALSA QUE ESPALHA DIFAMAÇÕES E AQUELE QUE PROVOCA CONTENDA ENTRE IRMÃOS!"(Bíblia King James Atualizada online)
O mandamento contra o falso testemunho, na Era da Graça, é visto como consequência natural do mandamento "amarás a teu próximo como a ti mesmo". Essa importantíssima prescrição moral deflui do mandamento para um povo santo que, em sua conduta, deve dar necessariamente testemunho de seu Deus. Crimes contra a verdade, expressos por meio de palavras ou atos, recusa em comprometer-se com a retidão moral: são infidelidades fundamentais a Javé Deus e, nesse sentido, minam as bases da aliança com Ele.
Embora não haja, de forma declarada direta e formalmente, na Bíblia Sagrada, um mandamento com a prescrição "Não mentirás", todo o arcabouço da Lei Mosaica nos Dez Mandamentos conflui nesse mérito: o povo de Javé Deus é chamado a viver em Santidade e esta requer a Verdade, rejeitando a mentira. De forma semelhante, no Novo Testamento, em suas várias preleções, O Senhor Jesus Cristo afirma o mérito absoluto da Verdade, e particularmente o diz:

"(31) Então, disse Jesus aos judeus que haviam crido nele: 'Se permanecerdes na minha Palavra, verdadeiramente sereis meus discípulos. (32) E conhecereis a Verdade, e a Verdade vos libertará.'"(Bíblia King James Atualizada online)
"(6) Assegurou-lhes Jesus: 'Eu Sou o Caminho, a Verdade e a Vida. Ninguém vem ao Pai senão por mim.' "(Bíblia King James Atualizada online)

## Os Dez Mandamentos
Diferentes tradições religiosas, não apenas judaicas ou só cristãs, apresentam os dezessete versículos de Êxodo 20: 1–17 e seus correspondentes versículos em Deuteronômio 5: 4–21  divididos e organizados em "dez mandamentos" ou "ditos" em modos diferentes, mostrados na tabela abaixo. Alguns sugerem que "o número dez" é uma opção para auxiliar a memorização, em vez de uma questão de teologia, embora essa organização decenal mostre coesão interna, concordância e consistência temática a justificá-la.
| LXX | FDA | SPT | TAV | AHV | CRV | LTV | PRC | Mandamento (artigo principal)                                                                 | Ex 20:1-17                                          | Dt 5:6-21                                           | Judaísmo                                            | Catol-"R"                                           | Catol-"O"                                           | Prot-"G"                                            |
| --- | --- | --- | --- | --- | --- | --- | --- | --------------------------------------------------------------------------------------------- | --------------------------------------------------- | --------------------------------------------------- | --------------------------------------------------- | --------------------------------------------------- | --------------------------------------------------- | --------------------------------------------------- |
| —   | —   | —   | 1   | —   | 1   | —   | (1) | Eu Sou Javé, o SENHOR, teu Deus, que te fez sair da terra do Egito, da casa da escravidão![1] | 2                                                   | 6                                                   | 1                                                   | 1                                                   | 1                                                   | 1                                                   |
| 1   | 1   | 1   | 2   | 1   | 1   | 1   | 1   | Não terás outros deuses além de Mim[1]                                                        | 3                                                   | 7                                                   | 2                                                   | 1                                                   | 1                                                   | 1                                                   |
| 2   | 2   | 1   | 2   | 1   | —   | 1   | 2   | Não farás para ti imagem de escultura[1]                                                      | 4–6                                                 | 8–10                                                | 2                                                   | 1                                                   | 2                                                   | 2                                                   |
| 3   | 3   | 2   | 3   | 2   | 2   | 2   | 3   | Não pronunciarás em vão o Nome de Javé, o SENHOR teu Deus[1]                                  | 7                                                   | 11                                                  | 3                                                   | 2                                                   | 3                                                   | 3                                                   |
| 4   | 4   | 3   | 4   | 3   | 3   | 3   | 4   | Lembra-te do dia do shabbãth, sábado, para santificá-lo[1]                                    | 8–11                                                | 12–15                                               | 4/sáb                                               | 3/dom[2]                                            | 4/dom[2]                                            | 4/dom[2]                                            |
| 5   | 5   | 4   | 5   | 4   | 4   | 4   | 5   | Honra teu pai e tua mãe                                                                       | 12                                                  | 16                                                  | 5                                                   | 4                                                   | 5                                                   | 5                                                   |
| 6   | 7   | 5   | 6   | 5   | 5   | 5   | 6   | Não matarás                                                                                   | 13                                                  | 17                                                  | 6                                                   | 5                                                   | 6                                                   | 6                                                   |
| 7   | 6   | 6   | 7   | 6   | 6   | 6   | 7   | Não adulterarás                                                                               | 14                                                  | 18                                                  | 7                                                   | 6                                                   | 7                                                   | 7                                                   |
| 8   | 8   | 7   | 8   | 7   | 7   | 7   | 8   | Não furtarás[3]                                                                               | 15                                                  | 19                                                  | 8                                                   | 7                                                   | 8                                                   | 8                                                   |
| 9   | 9   | 8   | 9   | 8   | 8   | 8   | 9   | Não darás falso testemunho contra o teu próximo                                               | 16                                                  | 20                                                  | 9                                                   | 8                                                   | 9                                                   | 9                                                   |
| 10  | 10  | 9   | 10  | 10  | 10  | 9   | 10  | Não cobiçarás (a casa do teu próximo)                                                         | 17a                                                 | 21b                                                 | 10                                                  | 10                                                  | 10                                                  | 10                                                  |
| 10  | 10  | 9   | 10  | 9   | 9   | 10  | 10  | Não cobiçarás (a mulher do teu próximo)                                                       | 17b                                                 | 21a                                                 | 10                                                  | 9                                                   | 10                                                  | 10                                                  |
| 10  | 10  | 9   | 10  | 10  | 10  | 10  | 10  | Não cobiçarás (seus servos, animais, ou coisa alguma que lhe pertença)                        | 17c                                                 | 21c                                                 | 10                                                  | 10                                                  | 10                                                  | 10                                                  |
| —   | —   | 10  | —   | —   | —   | —   | —   | Edificarás estas pedras, que Eu te ordeno, no Monte Gerizim                                   | Adoção exclusiva por parte da Comunidade Samaritana | Adoção exclusiva por parte da Comunidade Samaritana | Adoção exclusiva por parte da Comunidade Samaritana | Adoção exclusiva por parte da Comunidade Samaritana | Adoção exclusiva por parte da Comunidade Samaritana | Adoção exclusiva por parte da Comunidade Samaritana |

Tradições:
- Todas as citações das escrituras acima são da Bíblia King James . Clique nos versos no topo das colunas para outras versões.
- LXX: versão Septuaginta ("versão dos VXX"), geralmente seguida por cristãos ortodoxos.
- FDA: versão de Filo de Alexandria, basicamente idêntica à Septuaginta, mas com os mandamentos de "não matar " e de "não adulterar"  invertidos.
- SPT: versão do Pentateuco Samaritano ou Torá Samaritana, com um mandamento adicional sobre o Monte Gerizim como sendo o décimo.
- TAV:  versão do  Talmude judaico, faz do "prólogo" o primeiro "ditado" ou "matéria" e combina a proibição de adorar outras divindades além de Javé com a proibição da idolatria.
- AHV: versão de Agostinho, segue o Talmude, ao combinar os versículos 3–6, mas omite o prólogo como um mandamento e divide a proibição de cobiçar em dois e segue a ordem de palavras de Deuteronômio 5:21 em vez da de Êxodo 20:17.
- CRV: versão da Igreja Católica Romana, o Catecismo da Igreja Católica, em grande parte — mas, não em tudo — segue Agostinho.
- LTV: versão da Igreja Luterana, segue o Catecismo Maior de Lutero, que segue Agostinho, mas omite a proibição das imagens e usa a ordem das palavras de Êxodo 20:17, em vez das de Deuteronômio 5:21 para o nono e décimo mandamentos.
- PRC:  visão da Igreja Calvinista, segue os Institutos da Religião Cristã de João Calvino, que segue a Septuaginta; esse sistema também é usado no Livro Anglicano de Oração Comum.[38]
- A passagem dos mandamentos no Êxodo contém mais de dez declarações, dezenove no total. Enquanto a própria Bíblia assina a contagem de "10", usando a frase hebraica aseret had'varim— traduzida com as 10 palavras, afirmações ou coisas, essa frase não aparece nas passagens usualmente apresentadas como sendo "os Dez Mandamentos". Várias religiões dividem os mandamentos de modo diferente.  A tabela exibida aponta essas diferenças.
- [1] Jesus Cristo, em seu ministério, apresenta uma "releitura universal da Lei Mosaica", desde o Sermão da Montanha (Mt 5, 6 e 7[39]), bem como em várias outras ocasiões, em particular, o ensino sobre "O Maior Mandamento da Lei", ao qual foi arguido por um "juiz judeu, perito na Lei", conforme (Mt 22: 34-40[40]): " (34) Assim que os fariseus ouviram que Jesus havia deixado os saduceus sem palavras, reuniram-se em conselho. (35) E um deles, juiz perito na Lei, formulou uma questão para submeter Jesus à prova: (36) 'Mestre, qual é o Maior Mandamento da Lei?' (37) Asseverou-lhe Jesus: ' Amarás o Senhor, teu Deus, de todo o teu coração, de toda a tua alma e com toda a tua inteligência. (38) Este é o primeiro e maior dos mandamentos. (39) O segundo, semelhante a este, é: Amarás o teu próximo como a ti mesmo. (40) A estes dois mandamentos estão sujeitos toda a Lei e os Profetas. " (Mt 5, 6 e 7[40]). Alguns estudiosos e intérpretes bíblicos apressam-se a concluir que, com tal declaração, O Senhor Jesus Cristo houvesse abolido a Lei Antiga, o que, em verdade, nunca se deu. O que Ele fez foi uma "releitura unificadora e universalizante da Lei Antiga (também universal)", contudo sob um novo prisma — o prisma soberano do Amor". E, nesse sentido — pode-se dizer que Jesus Cristo "resumiu" a Antiga Lei de dez mandamentos para dois... e os dois tornou-os um só: O Grande e Universal Mandamento do Amor. O Apóstolo João, em seu evangelho remarca essa nota de modo extraordinário, por exemplo, em Jo 3:16-17[41]: " (16) Porque Deus amou o mundo de tal maneira que deu o seu Filho Unigênito, para que todo aquele que nele crê não pereça, mas tenha a vida eterna. (17) Portanto, Deus enviou o seu Filho ao mundo não para condenar o mundo, mas para que o mundo fosse salvo por meio dele. ". E, ainda mais, em suas Cartas (ou Epístolas), ele faz questão de aprofundar esse tema essencial, indispensável e universal. Por exemplo, em 1 Jo 3:16-17[42]:" (7) Amados, amemos uns aos outros, pois o Amor procede de Deus; e todo aquele que ama é nascido e conhece a Deus. (8) Aquele que não ama não conhece a Deus, porquanto Deus é Amor. (9) Foi desse modo que se manifestou o Amor de Deus para conosco: em haver Deus enviado o Seu Filho Unigênito ao mundo, para vivermos por intermédio d'Ele. (10) Assim, nisto consiste o Amor: não em que nós tenhamos amado a Deus, mas em que Ele nos amou e enviou o seu Filho como propiciação pelos nossos pecados. ". Algumas igrejas cristãs, entre as quais a Igreja Católica Romana,  mas não apenas ela, reunem os mandamentos da seguinte forma:  os mandamentos do Decálogo de números 1 a 4 são mandamentos de Amor a Deus; os de números 5 a 10 são mandamentos de Amor ao próximo.
- [2] O Cristianismo, em suas igrejas de modo geral (exceto as de confissão sabatista, como a Igreja Adventista do Sétimo Dia, entre outras) entende o dia de domingo como o dia do Senhor na Nova Aliança, pois foi o dia em que Jesus Cristo ressuscitou ("o terceiro dia")[43].
- [3] O Judaísmo afirma que essa é uma referência ao furto em geral, embora alguns, com base em Lv 19:11,[44] e na hermenêutica talmúdica (דבר הלמד מעניינו, Davar ha-lamed me-inyano ="O que ensina seu interesse",[45][46] sugiram ser apenas furto de propriedade.
- (4)/sab e (3 ou 4)/dom significam, respectivamente, os dias de sábado ou domingo, considerados de observância devida para o mandamento do shabbãth, por parte da confissão religiosa citada. O número "3" significa que a fé em causa considera-o como terceiro mandamento e o número "4", como o quarto mandamento.

A narrativa bíblica da revelação no Sinai começa em Êxodo 19:16,17 após a chegada dos filhos de Israel ao Monte Sinai (também chamado Monte Horebe). "(16) Ao alvorecer do terceiro dia, houve trovões, relâmpagos e uma espessa nuvem sobre a montanha, e um clangor muito forte de trombeta; e todas as pessoas que estavam no acampamento começaram a tremer de medo. (17) Então Moisés conduziu o povo para fora do acampamento, para encontrar-se com Deus, ao pé da montanha". Depois de "Javé Deus, o Senhor descer sobre o Monte Sinai", Moisés subiu brevemente e voltou e preparou o povo, e, em seguida, em Êxodo 20, "Deus falou" a todas as pessoas as palavras da Aliança, ou seja, os "Dez Mandamentos", como está escrito. A erudição bíblica moderna diverge sobre se, em Êxodo 19-20, o povo de Israel ouviu diretamente todo o Decálogo, ou apenas parte dele, ou se o povo o recebeu por meio de Moisés.
Como o povo estava com medo de ouvir mais e "distanciou-se", Moisés disse: "Não tenhais medo". Ele, porém, chegou-se à "escuridão espessa", onde "A Presença do SENHOR estava", para ouvir os estatutos adicionais e "juízos" os quais "escreveu" na "Torá", e que leu para o povo na manhã seguinte, e todo o povo concordou em obedecer e fazer tudo o que o SENHOR havia dito. Moisés escoltou um grupo seleto composto por Aarão, Nadabe e Abiú e "setenta dos anciãos de Israel" para um local no monte onde eles adoravam "de longe"e eles "viram O Deus de Israel" acima de um "pavimento trabalhado como pedra de safira clara".
Então Javé disse a Moisés: "Sobe o monte, vem até mim e fica aqui; Eu te darei as tábuas de pedra com a Lei e os mandamentos que escrevi para instrução do povo!" Moisés partiu com Josué, seu cooperador; e subiram à montanha de Deus. — Primeira menção das Tábuas da Aliança em Ex 24:12-13

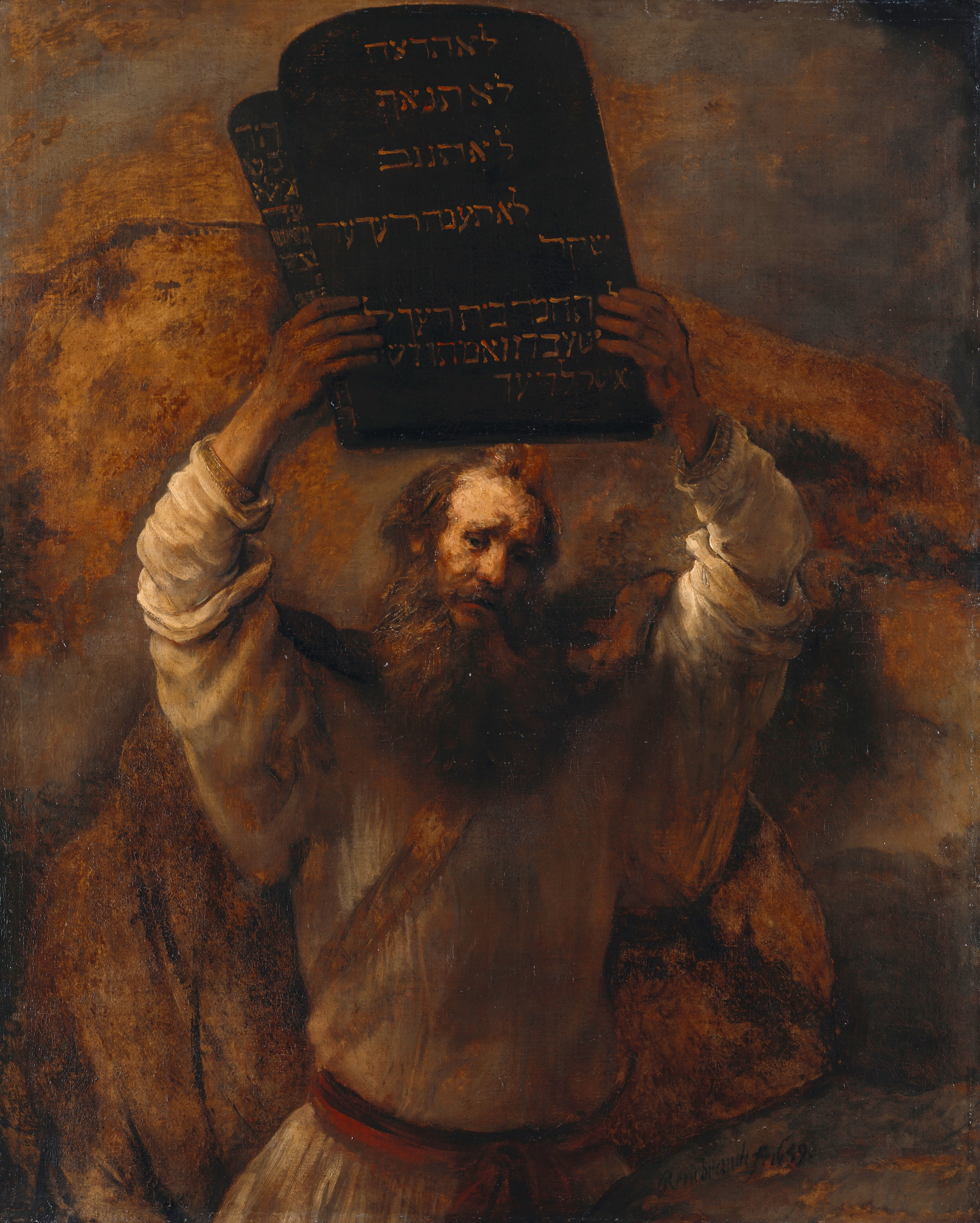
Moisés quebra as Tábuas da Lei (1659) por Rembrandt. (Gemäldegalerie, Berlin)

O monte ficou coberto pela nuvem durante seis dias, e no sétimo dia Moisés entrou no meio da nuvem e ficou "no monte quarenta dias e quarenta noites ". E Moisés disse: "O Senhor Javé entregou-me duas tábuas de pedra escritas com O Dedo de Deus, e nelas estava escrito de acordo com todas as Palavras, que o Senhor Javé falou convosco no monte do meio do fogo no dia da assembléia " Antes dos quarenta dias completos expirarem, os filhos de Israel decidiram coletivamente que algo havia acontecido a Moisés, e compeliram Arão a moldar um bezerro de ouro , e ele "construiu um altar diante dele" e o povo "adorou". Com essa conduta, o povo de Israel demonstrou que, apesar de ter saído e liberto do Egito em apenas um dia, todavia, o Egito ainda precisava sair dele, o que tomou muito mais tempo.
Após quarenta dias, Moisés e Josué desceram do monte com as duas tábuas: "E aconteceu que, chegando ao arraial, viu o bezerro e a dança; e Moisés, ardendo em ira, tirou as tábuas das mãos e as quebrou no pé do monte. Após os eventos nos capítulos 32 e 33, no capítulo 34: "Então Javé solicita a Moisés: 'Corta duas placas de pedra semelhantes às primeiras, sobe a mim na montanha, e Eu escreverei as mesmas palavras que escrevi nas primeiras tábuas, que quebraste'.". "(27) Disse ainda Javé a Moisés: 'Escreve essas palavras; porquanto é de acordo com o teor dessas palavras que estabeleço aliança contigo e com Israel!' (28) Moisés ficou ali com o SENHOR quarenta dias e quarenta noites, sem comer pão e sem beber água. E escreveu sobre as tábuas de pedra as palavras da aliança: os Dez Mandamentos".
Conforme a tradição judaica, Êxodo 20: 1–17{ constitui a primeira dação de Deus dos Dez Mandamentos nas duas tábuas, que Moisés quebrou em ira com sua nação rebelde. Mais tarde, foi reescrita em novas tábuas e depositada na Arca da Aliança Essas novas tábuas consistem na reedição por Deus dos Dez Mandamentos para a geração mais jovem que deveria entrar na Terra Prometida. As passagens em Êxodo 20 e Deuteronômio 5 contêm mais de dez declarações, totalizando dezenove ao todo.

## Antigo Testamento
A Lei Mosaica, dada por Javé Deus a Moisés, no Antigo Testamento, em duas ocasiões (primeira, em Êxodo 20:1-17 e Deuteronômio 5:6-21), apresentou o Nono Mandamento de forma direta e inicial em Êxodo 20:16 e Deuteronômio 5:20. Ainda no escopo do Livro de Êxodo, posteriormente, Moisés acrescentaria, a modo de esclarecimento:

"(1) Não espalharás notícias falsas, nem darás a mão ao ímpio para seres testemunha de injustiça. (2) Não tomarás o partido da maioria para fazeres o mal, nem deporás, num processo, inclinando-se para a maioria, a fim de distorcer o direito e o juízo. (3) Não serás parcial, nem mesmo para favorecer o desvalido, no seu processo."(Bíblia King James Atualizada online)
A Bíblia hebraica contém uma série de proibições contra testemunhas falsas, mentiras, divulgação de relatórios falsos, etc. — mentira, enfim. Para uma pessoa que era acusada e, portanto, levada perante o Sumo Sacerdote ou a ordem sacerdotal vigente, tal acusação seria considerada válida apenas com a evidência de duas ou três testemunhas juramentadas. Nos casos em que se suspeitava de falso testemunho, os juízes religiosos deviam fazer uma investigação completa e, se falso testemunho fosse provado, a falsa testemunha receberia a punição que ele pretendia trazer à pessoa falsamente acusada. Por exemplo, como o homicídio era um crime capital, dar falso testemunho em um caso de homicídio sujeitava a testemunha [falsa] à pena de morte. Aqueles que se encontrassem ansiosos por receber ou ouvir falso testemunho — copartícipes do falso — também estavam sujeitos a punição.
Falsa testemunha está entre as seis coisas que O Senhor Javé Deus odeia, diz o Rei Salomão, em seus Provérbios, no Antigo Testamento. E O Senhor Jesus Cristo, no Novo Testamento, a Era da Graça, afirma que o falso testemunho está entre as coisas que contaminam uma pessoa, pois procedem de seu coração.
A testemunha que ocultasse o que vira ou conhecera, seria culpada; se se conscientizasse de sua culpa, teria de confessar o pecado, levar a'O Senhor Javé Deus uma ovelha ou bode do rebanho (ou duas rolinhas ou dois pombos, ou um décimo de um efa de farinha) para oferta por si, pelo pecado que assim cometera.
A testemunha mentirosa é um homem enganoso que zomba da Justiça. Ele é como um clube de guerra , ou uma espada ou uma flecha afiada. "Uma testemunha falsa não ficará impune", diz o rei Salomão. "Uma testemunha falsa perecerá" se não arrepender-se.
Alguns dos que pertenciam à sinagoga dos Libertos e dos Cireneus e dos Alexandrinos e dos da Cilícia e da Ásia prenderam a Estêvão, tomaram-no e o levaram perante o Conselho do Sinédrio, com falsas testemunhas contra ele. Essas falsas testemunhas disseram: "Este homem nunca deixa de falar palavras contra este lugar santo (Templo de Jerusalém) e a Lei, porque ouvimos dizer que este Jesus de Nazaré destruirá este lugar (Estêvão disse que o templo de Jesus" corpo foi destruído por outros, mas foi levantado por Ele em três dias, de acordo com o que Jesus havia dito (Assim ocorrera: (18) Os judeus o contestaram, dizendo: 'Que sinal de autoridade nos mostras, para agires dessa maneira?' (19) Jesus lhes respondeu: 'Destruí este templo, e, em três dias, Eu o reconstruirei.' (20) Replicaram os judeus: 'Em quarenta e seis anos foi construído este templo, e tu afirmas que em três dias o levantarás?' (21) Ele, porém, referia-se ao Templo d'O Seu Corpo. (22) Por essa razão, quando Jesus ressuscitou dentre os mortos, recordaram-se os seus discípulos de que Ele dissera isso; e creram na Escritura e na Palavra pregada por Jesus), e os costumes que Moisés nos entregou. (Estêvão, contudo, repetira o que Jesus Cristo dissera, isto é que "Ele veio para cumprir a Lei de Moisés e os Profetas")) E, olhando para ele, todos os que estavam no conselho viram Estevão. o rosto era como o rosto de um anjo.
Muitos testemunharam falsamente contra Jesus Cristo, mas suas declarações jamais concordaram, conforme o relato dos Evangelhos. Por fim, duas testemunhas disseram que o haviam ouvido dizendo "que destruiria aquele templo e em três dias construiria outro" (no entanto, Jesus Cristo realmente não se referiu ao templo de pedra, construído por mãos humanas em quase cinco décadas; Ele se referiu à Ressurreição de Seu corpo, O Verdadeiro Templo do Espírito Santo, que seria destruído [morto] por outros, mas por Ele reerguido). No entanto, mesmo sobre isso, o testemunho deles não concordou.
A narrativa de 1 Reis 21 descreve um caso de falso testemunho. O rei Acabe, de Israel tentou convencer Nabote, o jizreelita, a vender-lhe a vinha que este possuía adjacente ao palácio do rei. Acabe queria que a terra fosse usada como horta, mas Nabote recusou-se a vender ou trocar a propriedade para Acabe dizendo: "O Senhor Javé Deus guarde-me que eu deva desistir de você o que herdei de meus pais!” [25] A esposa de Acabe Jezabel então conspirou para obter a vinha escrevendo cartas em nome de Ahab para os anciãos e nobres da cidade de Nabote, instruindo-os a ter dois canalhas dando falso testemunho afirmando que Nabote havia amaldiçoado a Deus e ao rei. Depois que Nabote foi apedrejado até a morte, Acabe tomou posse de sua vinha. O texto descreve O Senhor Javé Deus irado contra Acabe, e o profeta Elias pronuncia julgamento sobre Acabe e Jezabel.
A narrativa em 2 Samuel 1 também relata um fato interpretado como falso testemunho. O relato de 2 Samuel 1 descreve Saul como matando-se ao cair em sua própria espada após ter sido ferido pelos filisteus no monte Gilboa e estar em uma situação sem esperança de vitória ou fuga No entanto, 2 Samuel fala de um amalequita, que provavelmente estava no monte Gilboa para despojar os mortos de suas posses, aparecendo a Davi com a coroa e a aliança real de Saul e dando testemunho de que ele próprio matara o rei Saul. Davi ordenou imediatamente que o amalequita fosse morto, dizendo: "O seu sangue caia sobre a sua cabeça, pois a sua própria boca testemunhou contra você, dizendo: 'Eu matei o ungido do Senhor '". A verdade daquele testemunho não precisava ser provada no caso: ou o amalequita matara o rei Saul, ou dera falso testemunho a Davi sobre a morte de Saul. Em ambos os casos, ele mereceria, como recebeu, a pena de morte.
A antiga compreensão do falso testemunho inclui não só testemunhar com palavras falsas, mas também não apresentar um testemunho relevante em resposta a uma arguição pública. "Se alguém peca por não falar ao ouvir uma arguição pública para testemunhar sobre algo que vira ou soubera, será responsabilizado.".

### Visão judaica
A lei judaica enumera 613 Mitzvot (ou mandamentos), incluindo vários mandamentos relativos a um testemunho honesto relacionado ao procedimento judicial.

570. Testemunhar em tribunal é dever de quem conhece provas (Levítico 5:1);

571. Interrogar cuidadosamente a testemunha (Deuteronômio 13:14);

572. Impedir uma testemunha como um juiz em crimes capitais (Deuteronômio 19:17);

573. Impedir testemunho de uma testemunha solitária (Deuteronômio 19:15);

574. Impedir testemunho de transgressores (Êxodo 23:1);

575. Impedir testemunho de parentes dos litigantes (Deuteronômio 24:16) ;

576. Impedir falso testemunho (Êxodo 20: 16) ;

577. Punir as testemunhas falsas como eles tentaram punir o réu (Deuteronômio 19:19)— Sefer Hamitzvot por Maimônides
Maimônides (o Rambam) explicou ainda que, se falso testemunho fosse usado para ocasionar uma perda monetária, o tribunal deveria infligir uma perda monetária de valor igual à falsa testemunha. Da mesma forma, se falso testemunho fosse usado para resultar em morte, a testemunha falsa deveria sofrer o mesmo tipo de morte. No Sefer Hachinuch, aquele que não testemunha quando alguém está ciente da evidência é comparado a alguém que fica passivo diante do derramamento de sangue do próximo. A severidade de quebrar o nono mandamento é refletida em um midrash:

"Aquele que dá falso testemunho contra o próximo comete um pecado tão sério quanto se tivesse dado falso testemunho contra Deus, dizendo que Deus não criou o mundo."— Mechilta para Êxodo 20:13

## Novo Testamento

### Cristianismo
A visão cristã genuína, sem mais, é, naturalmente, a visão da igreja cristã primitiva, não como denominação institucionalizada, senão unicamente como nomeação da comunidade cristã dos primeiros séculos, dos tempos apostólicos primordiais, o pré-Cristianismo primitivo, que deu imediato seguimento às Boas-Novas trazidas pel'O Senhor Jesus Cristo, O Filho de Javé Deus, Deus Conosco, Emanuel, Redentor e Salvador, quais sejam os apóstolos Mateus, Marcos, Lucas, João, Pedro, Paulo, o Apóstolo dos Gentios, Judas, Tiago e outros que assim foram comissionados diretamente pel'O Senhor Jesus Cristo. Pois, naqueles tempos, particularmente no primeiro século d.C. e, concessão feita, até início do quarto século d.C (a primeiras década), embora houvesse conflitos, discordâncias e dissenções eventuais, como é da natureza humana, notadamente na jornada espiritual de Santificação com os ares da Graça inaugurados por Jesus Cristo, havia um como que corpo unificado centrado em Jesus Cristo. e a igreja cristã tinha uma feição única.
Os tempos posteriores, com o primado de Constantino I, O Grande, que alguns consideram convertido ao Cristianismo, sem, contudo, lastro historiográfico que o convalide, trouxeram profunda e radical divisão no seio do pré-Cristianismo primitivo, ao inaugurarem a coalizão dos poderes espiritual, dum lado, e estatal, político-secular e temporal, do outro lado, produzindo artificialmente o casamento ou união em "jugo desigual", qual tentativa de mistura de água e óleo, com duas fases sempre distintas e inconciliáveis. Pelo fato de sua mãe, Helena, a Imperatriz ter sido verdadeiramente cristã, é de se considerar que, à luz dos ensinos e orações e testemunhos dela, Constantino I possa ter-se tornado cristão antes do fim de seus dias.
De acordo com o Novo Testamento, Jesus Cristo explica que a obediência à proibição contra o falso testemunho dos dez mandamentos é um requisito para a vida eterna. De acordo com Jesus, falso testemunho vem dos desejos pecaminosos do coração e torna as pessoas impuras.
O Novo Testamento também descreve várias ocasiões em que as pessoas testificam falsamente contra Jesus e seus discípulos. Quando Jesus estava sendo julgado perante o Sinédrio , os principais sacerdotes estavam à procura de provas para justificar a morte de Jesus, e o Evangelho de Mateus afirma que muitas testemunhas falsas (em grego:  πολλων ψευδομαρτυρων) foram chamadas. Jesus Cristo permaneceu em silêncio até o Sumo Sacerdote instá-l'O sob juramento a responder se Ele, Jesus é "o Cristo, o Filho de Deus". Ao que Ele respondeu afirmativamente.
Os Atos dos Apóstolos descrevem o discípulo Estevão sendo preso e levado perante o Sinédrio. Os que se lhe opunham persuadiram falsas testemunhas a testificar que ele era culpado de blasfêmia contra Javé Deus e contra Moisés. Estevão usou a ocasião de seu julgamento para discorrer ao Sinédrio desde o Antigo Testamento, com suas rebeliões, idolatrias e perseguição aos profetas, que culminaram na morte de Jesus Cristo. O povo estava tão irado que Estevão foi apedrejado até a morte.
O Novo Testamento descreve os apóstolos comissionados "verdadeiras testemunhas do ministério e da ressurreição de Jesus Cristo". O Apóstolo Paulo cita o falso testemunho proibido na Lei para lembrar seu temor a Javé Deus, se significar falso testemunho sobre a Ressurreição.
"(12) Ora, se tem sido proclamado que Cristo ressuscitou dentre os mortos, como é possível que alguns dentre vós afirmais que não existe ressurreição dos mortos? (13) Então, se não há ressurreição dos mortos, nem mesmo Cristo ressuscitou; (14) e, se Cristo não ressuscitou, é inútil a nossa pregação, como igualmente é improdutiva a vossa fé. (15) Pior que isso, seremos considerados falsas testemunhas de Deus, porque contra Ele testemunhamos que ressuscitou a Cristo dentre os mortos. Todavia, se é verdade que os mortos não ressuscitam, então, Ele também não ressuscitou a Cristo. (16) Porquanto, se os mortos não ressuscitam, nem o próprio Cristo foi ressuscitado! (17) E, se Cristo não ressuscitou, a vossa fé para nada serve, e continuais a viver em vossos pecados. (18) Sendo assim, também os que dormiram em Cristo estão perdidos. (19) Ora, se a nossa esperança em Cristo se restringe apenas a esta vida, somos os mais miseráveis de todos os seres humanos.  (20) No entanto, em realidade, Cristo ressuscitou dentre os mortos, sendo Ele o primeiro dos frutos dentre aqueles que dormiram. (21) Porque, assim como a morte veio por um homem, da mesma forma, por um homem veio a ressurreição dos mortos. (22) Porquanto, assim como em Adão todos morrem, em Cristo todos serão vivificados. (23) Contudo, cada um por sua vez: Cristo, o primeiro; logo depois, os que são de sua propriedade na sua vinda. (24) Então virá o fim, quando Ele entregar o Reino a Deus, o Pai, depois de ter destruído todo domínio, potestade e poder. (25) Porque é necessário que Ele reine até que absolutamente todos os seus inimigos sejam prostrados debaixo de seus pés. (26) E o último inimigo que será destruído é a Morte. (27) Pois Ele 'tudo sujeitou debaixo de seus pés'. Porquanto, quando se afirma que 'tudo' lhe foi submetido, é evidente que isso não inclui o próprio Deus, que conduziu todas as coisas à submissão de Cristo. (28) Todavia, quando tudo lhe estiver sujeito, então o próprio Filho se submeterá àquele que todas as coisas lhe colocou aos pés, a fim de que Deus seja absolutamente tudo em todos."(Bíblia King James Atualizada online)
O Apóstolo Paulo, em Romanos 13:9, lista vários dos dez mandamentos que podem ser resumidos no mandamento: "Amarás o teu próximo como a ti mesmo". O Textus Receptus e a Bíblia King James incluem "Não darás falso testemunho", mas esse mandamento está faltando em alguns manuscritos antigos de Romanos 13 e a Cambridge for Schools and Colleges sugere que é "talvez possa ser omitido, como evidência documental".

### Visão católica
A Igreja Católica Romana interpreta o mandamento contra "falso testemunho" mais amplamente do que o contexto histórico judaico de perjúrio, e considera-o como uma proibição ampla contra a deturpação da verdade na relação de alguém com os outros. Esse mandamento exige veracidade e respeito pelo bom nome do outro, até mesmo pelos mortos. Ela proíbe a detração (falhas verdadeiras), a calúnia (falhas falsas imputadas), a fofoca, o julgamento precipitado, a mentira e a violação de segredos.
O Catecismo da Igreja Católica (§2469) afirma: "... A virtude da verdade dá a outro o seu justo. A verdade mantém o justo meio entre o que deve ser expresso e o que deve ser mantido em segredo: implica honestidade e justiça, "como questão de honra, um homem deve a outro para manifestar a verdade".
O ensino católico descreve a verdade como retidão na ação e na fala humanas e é a virtude que consiste em mostrar-se verdadeiro nos atos e veraz nas palavras e em se precaver contra a duplicidade, a dissimulação e a hipocrisia. A pessoa da verdade dá a outra o devido. A verdade equilibra o que deve ser expresso e o que deve ser mantido em segredo: implica honestidade e discrição. Na justiça, um homem deve a outro para manifestar a verdade. O discípulo de Cristo consente em "viver na verdade", isto é, na simplicidade de uma vida em conformidade com o exemplo do Senhor, permanecendo em sua verdade. "Se dissermos que temos comunhão com ele enquanto andamos na escuridão, mentimos e não vivemos de acordo com a verdade" (1 João 1: 6).
Para manter "uma consciência limpa para com Deus e para os homens" (Atos 24:16), os cristãos devem seguir o exemplo de Cristo "para testemunhar a verdade" (João 18:37) O cristão não deve "envergonhar-se de testemunhar por Nosso Senhor Jesus Cristo" (2 Timóteo 1: 8). Em situações que exigem testemunho da fé, o cristão deve professá-l'O sem equívoco. O testemunho cristão do Evangelho e as obrigações que decorrem dele são um ato de justiça que estabelece a verdade ou a torna conhecida. O ensino católico considera o martírio como o supremo testemunho dado à verdade da fé: significa dar testemunho até a morte. Os discípulos de Cristo "revestiram-se do novo homem, criado segundo a semelhança de Deus em verdadeira justiça e santidade" (Efésios 4:24). Ao "afastar a falsidade", eles devem "guardar-se de toda a malícia e de toda astúcia e insinceridade e inveja e toda calúnia" (Carta aos Efésios|Efésios 4:25]], 1 Pedro 2:1). Declarações públicas contrárias à verdade assumem uma gravidade particular. No tribunal, torna-se falso testemunho (Provérbios 19:9). Falsas declarações sob juramento são perjúrios. Atos como esses contribuem para a condenação dos inocentes, a exoneração dos culpados ou o aumento da punição do acusado (Provérbios 18:5). Esses são grandes pecados, porque comprometem gravemente o exercício da justiça e a justiça das decisões judiciais
O respeito pela reputação das pessoas proíbe qualquer atitude e palavra que possa causar ferimentos injustos. Um é culpado de julgamento precipitado que assume a culpa moral de um vizinho sem fundamento suficiente. Um é culpado de detração que divulga as falhas e falhas de outrem a pessoas que não as conhecem sem uma razão objetivamente válida. Um é culpado de calúnia (uma deturpação destinada a prejudicar a reputação de outrem) que prejudica a reputação de outros e dá ocasião a julgamentos falsos sobre eles por observações contrárias à verdade. Esses pecados violam tanto o mandamento contra o falso testemunho quanto o mandamento de amar o próximo como a si mesmo
Não só a fofoca e a calúnia são cobertas pelo mandamento contra a falsa testemunha, mas o ensinamento católico sustenta que “toda palavra ou atitude é proibida, o que, por bajulação, adulação ou complacência, encoraja e confirma outra em atos maliciosos e conduta perversa. Adulação é uma falha grave se faz de alguém um cúmplice nos vícios ou pecados graves de outro. Nem o desejo de servir ou amparar a amizade justifica a fala dúbia. ”Além disso, ostentar e se gabar são vistos como ofensas contra a verdade. Assim, a ironia visa depreciar alguém por caricaturar maliciosamente (zombar) algum aspecto de seu comportamento.
A Igreja Católica ensina que "Uma mentira consiste em falar uma falsidade com a intenção de enganar". De acordo com a Bíblia, o Senhor denuncia a mentira como a obra do diabo: "Vós pertenceis ao vosso pai, o Diabo; e quereis realizar os desejos de vosso pai. Ele foi assassino desde o princípio, e jamais se apoiou na verdade, porque não existe verdade alguma nele. Quando ele profere uma mentira, fala do que lhe é próprio, pois é um mentiroso e pai da mentira" (João 8:44). Mentir é a ofensa mais direta contra a verdade. Mentir é falar ou agir contra a verdade para levar alguém ao erro. Ao ferir a relação do homem com a verdade e com o próximo, uma mentira ofende a relação fundamental do homem e de sua palavra com o Senhor. Mentir é um pecado mortal quando causa grave dano às virtudes da justiça e da caridade. Mentir é uma profanação da fala, enquanto o propósito da fala é comunicar a verdade conhecida aos outros. A intenção deliberada de levar um vizinho ao erro, dizendo coisas contrárias à verdade, constitui um fracasso na justiça e na caridade. A culpabilidade é maior quando a intenção de enganar implica o risco de consequências mortais para aqueles que são desviados. Ao violar a virtude da veracidade, uma mentira faz violência real a outra. Afeta sua capacidade de saber, que é uma condição de todo julgamento e decisão. Ele contém a semente da discórdia e todos os males consequentes. Mentir é destrutivo da sociedade; isso mina a confiança entre os homens e destrói o tecido das relações sociais. A culpabilidade é maior quando a intenção de enganar implica o risco de consequências mortais para aqueles que são desviados. Ao violar a virtude da veracidade, uma mentira faz violência real a outra. Afeta sua capacidade de saber, que é uma condição de todo julgamento e decisão. Ele contém a semente da discórdia e todos os males consequentes. Mentir é destrutivo da sociedade; isso mina a confiança entre os homens e destrói o tecido das relações sociais. A culpabilidade é maior quando a intenção de enganar implica o risco de consequências mortais para aqueles que são desviados. Ao violar a virtude da veracidade, uma mentira faz violência real a outra. Afeta sua capacidade de saber, que é uma condição de todo julgamento e decisão. Ele contém a semente da discórdia e todos os males consequentes. Mentir é destrutivo da sociedade; isso mina a confiança entre os homens e destrói o tecido das relações sociais.
No entanto, o direito à comunicação da verdade não é incondicional no ensino católico. Todos devem conformar sua vida ao preceito evangélico do amor fraterno. Em situações concretas, deve-se julgar se é apropriado revelar a verdade a alguém que a pede. A caridade e o respeito pela verdade devem ditar a resposta a todo pedido de informação ou comunicação. O bem e a segurança dos outros, o respeito pela privacidade e o bem comum são razões suficientes para silenciar sobre o que não deve ser conhecido ou para fazer uso de uma linguagem discreta. O dever de evitar o escândalo geralmente exige uma discrição estrita. Ninguém é obrigado a revelar a verdade a alguém que não tem o direito de saber. A regra de ouro ajuda a discernir, em situações concretas, se seria apropriado revelar a verdade a alguém que pede. O sacramento da confissão é inviolável.

### Visão ortodoxa
O cristão ortodoxo oriental é esperado em que defenda a verdade, em todos os momentos e em todos os lugares, sem exceção. Calúnias e fofocas são igualmente más, e o orador inicial é responsável por qualquer dano adicional causado à medida que o relatório é divulgado. A menos que exista uma razão convincente para falar mal de alguém, como é o caso de proteger a si mesmo ou a outros contra danos, não é permissível, mesmo que a conta seja verdadeira. Doroteu de Gaza disse: "Você pode muito bem saber sobre o pecado, mas você não sabe sobre o arrependimento".

### Visão protestante
João Calvino ensinou que o mandamento contra o falso testemunho proíbe todas as falsidades (acusações, calúnias, fofocas),  que possam ferir o bom nome do próximo ou prejudicar seu patrimônio. Os cristãos devem afirmar apenas a verdade com motivos puros para a manutenção do bom nome e propriedade do próximo.
"Por maligna ou viciosa detração, frequentemente pecamos contra o bom nome de nosso próximo: mentindo, às vezes até por injuriá-lo, ferimo-lo em seu valor. Não faz diferença se se trata de testemunho formal e judicial e intencional ou, ainda, de testemunho comum que é dado em conversas particulares. Pois, devemos sempre recorrer à consideração de que, para cada tipo de transgressão, uma espécie é apresentada a título de exemplo, tal que a ela outras transgressões podem ser referidas, e que a espécie selecionada com atenção e relevo especiais é, ou pode ser, precisamente aquela em que a abjeção e a gravidade da transgressão seja mais aparente."— João Calvino
Calvino afirmou que a intenção de Deus ao proibir o falso testemunho estendia-se "mais geralmente a insinuações caluniosas e sinistras pelas quais nossos próximos são injustamente prejudicados". Como o perjúrio nos tribunais é coerentemente proibido pelo Terceiro Mandamento (contra falso juramento), o Mandamento contra falso testemunho deve estender-se à proteção do bom nome de alguém. "A equidade disso é perfeitamente clara. Pois se o bom nome é mais precioso que riquezas, um homem, ao ser furtado/roubado em seu bom nome, é mais ferido do que ser roubado em seus bens; todavia, no caso material, o falso testemunho às vezes é tido por mais prejudicial que no caso da honra do nome".
"Não, o mandamento estende-se a ponto de incluir aquela urbanidade afetada e indecisa, o instinto de invectiva, pelo qual as falhas de outros, sob uma aparência de esportividade, são amargamente atacadas, como alguns costumam fazer no bajular a inteligência. embora devesse exalar um rubor ou infligir uma dor amarga. Por petulância desta descrição, nossos irmãos são às vezes gravemente feridos. Mas, se voltarmos nossos olhos para O Legislador, cuja Autoridade Justa estende-se aos ouvidos e à mente, bem como à língua, não podemos deixar de perceber a ânsia de ouvir difamação e uma propensão imprópria a julgamentos censitários são proibidos aqui."— João Calvino
Martinho Lutero explicou que esse mandamento é dado "em primeiro lugar para que cada um deva ajudar seu próximo a garantir seus direitos, e não permitir que eles sejam impedidos ou distorcidos, mas deve promovê-los e mantê-los rigorosamente, seja ele juiz ou testemunha. Lutero também afirmou que essa ordem estende-se à jurisdição espiritual e proibiu difamações contra pregadores e cristãos chamando-os de hereges, apóstatas, sediciosos, iníquos, etc.. Em terceiro lugar, ele descreveu o mandamento contra falso testemunho para proibir o julgamento público e repreensão de seu próximo. Pode-se, de fato, ver e ouvir o pecado do próximo, mas não se tem o poder de denunciá-lo aos outros. Se alguém julga e aprova a sentença, cai em um pecado que é maior do que o dele (exceto para juízes, pais e pregadores).
"Além de nosso próprio corpo, cônjuge e posses temporais, temos ainda outro tesouro, a saber, honra e bom testemunho [o testemunho ilustre de um nome e reputação íntegros e imaculados], o qual não devemos dispensar. Pois é intolerável viver entre os homens em vergonha aberta e desprezo geral. Portanto, 'Javé Deus deseja que a reputação, o bom nome e o caráter correto de nosso próximo sejam levados ou afetados tão pouco quanto seu dinheiro e posses, para que todos possam permanecer em sua integridade perante a esposa, os filhos, os servos e os próximos. E em primeiro lugar, tomamos o sentido mais claro deste mandamento de acordo com as palavras (Tu não darás falso testemunho), como pertencentes aos tribunais públicos de justiça, onde um pobre inocente é acusado e oprimido por falsas testemunhas, a fim de ser punido em seu corpo, propriedade ou honra."— Martinho Lutero, O Grande Catecismo 
Os caluniadores não se contentam em saber algo, mas "procedem à jurisdição e, quando conhecem uma ofensa ligeira de outro, levam-na a todos os cantos e ficam encantados e contentes por poderem provocar o desagrado do outro, rolam-se na sujeira e enraízam nele com o focinho". Lutero descreve isso como intromissão no julgamento e no ofício de Javé Deus, pronunciando sentença e castigo com o veredicto mais severo. Sem empunhar espada, o caluniador emprega uma língua venenosa para a vergonha e mágoa do seu próximo.
"Ora, Javé Deus proíbe que alguém fale mal de outro, mesmo se esse culpado for, e ainda que o conheça bem; mais grave é se ele não o conhece, e só recebe aparências e boatos. Mas, você diz: Não devo dizer, se é verdade? Resposta: Por que você não faz acusação formal a juízes regulares? E replica: Ah, não posso prová-lo publicamente e, portanto, posso ser silenciado e rejeitado de maneira dura [ser incurso na penalidade de acusação falsa]. Resposta: Ah, de fato, você sente o cheiro do assado?' Se você não confia em si mesmo para ficar diante das autoridades competentes e para sustentar, então segure sua língua. Mas se você sabe, saiba por si mesmo e não por outro. Pois, se você diz aos outros, embora seja verdade, você aparecerá como um mentiroso, porque você não pode provar isso, e você é, além de agir como um patife."— Martinho Lutero, O Grande Catecismo 
Matthew Henry ensinou que a proibição contra o falso testemunho resguarda o nosso próprio bom nome e o bom nome do próximo. "Não darás falso testemunho" proíbe: "(1) Falar falsamente sobre qualquer assunto, mentir, equivocar e, de qualquer maneira, planejar enganar o próximo. (2) Falar injustamente contra o próximo, em detrimento de sua reputação, o que envolve a culpa de ambos. (3) Dar falso testemunho contra o próximo, impondo a seu encargo coisas que não conhece, judicialmente, por juramento (pelo qual o terceiro, o sexto e o oitavo mandamentos são desrespeitados), ou extrajudicialmente, em comum. contrariar, caluniar, caluniar, carregar conto, agravar o que é errado e torná-lo pior do que é, e de qualquer maneira esforçar-se para elevar nossa própria reputação sobre a ruína do nosso próximo. ".

## Leitura complementar
- BARKER, Kenneth, BURDICK, STEK, Donald, WESSEL, John, YOUNGBLOOD, Walter (eds). The NIV Study Bible. ISBN 0-310-92709-9
- BERLIM, Adele, BRETTLER, Marc Zvi, FISHBANE, Michael (eds.). Tanakh (Tradução), A Bíblia de Estudo Judaico. New York: Sociedade de Publicação Judaica (Oxford University Press), 2004. ISBN 0-19-529751-2
- HENRY, Mattew. Concise Commentary on the Whole Bible
- The New Jerusalem Bible
- U.S. Catholic Church. Catechism of the Catholic Church ISBN 0-385-50819-0
- WHEATON, Il. A Bíblia Sagrada (versão padrão em inglês). Crossway Bibles. ISBN 1-58134-379-5